# Signe Jacobsson
Signe Jacobsson, född 3 augusti 1871 i Judiska församlingen i Stockholm (folkbokförd i Klara församling 1871), död 27 augusti 1961 i Stockholm, var en svensk kvinnosakskvinna. Hon var med och grundade Svenska Kvinnors Medborgarförbund, och drev under början av 1930-talet en arbetsförmedling i Birkagården.

## Biografi
Jacobsson var dotter till arkitekten Ernst Jacobsson och syster till industrimannen Gunnar Jacobsson. Redan under sitt första levnadsår fick hon kolera, och hon återställdes aldrig helt. 
I kretsen kring fadern lärde hon känna många av samtidens konstnärer och poeter, och genom Ellen Key fick hon intresset och engagemanget för rösträttsfrågan. Hon var under de sista åren kring rösträttens genomförande sekreterare i LKPR.
När rösträtten hade genomförts började hon att engagera sig i kretsen kring Natanael Beskow. Hon fortsatte även att engagera sig för rösträtt internationellt, där hon var sekreterare i Svenska kommittén för internationellt rösträttsarbete, som bland annat representerade Sverige vid kvinnokongresser internationellt. Efter en längre studieresa i England 1920 tog hon även initiativ till en neutral kvinnoorganisation, det som blev Svenska Kvinnors Medborgarförbund, i vilken hon även var sekreterare.
Under 1920- och 1930-talet grundade och drev hon en arbetsförmedling i Birkagården, som framförallt var inriktad på att förmedla arbeten åt kvinnor.
Under 1930-talets början, då flyktingar började anlända till Sverige från den europeiska kontinenten, engagerade sig Jacobsson för deras sak.